# مستشفى الموصل العام
مستشفى الموصل العام هو مستشفى حكومي يقع في مدينة الموصل  في منطقة وادي حجر، بني في السبعينات تحت اسم (مستشفى الموصل العسكري) وهو أحد مستشفيات الجيش العراقي واستمر على هذا المسمى حتى احتلال العراق في نيسان عام 2003. تبلغ سعة المستشفى  270 سرير موزعة على الأقسام السريرية المختلفة وفيه سبعة صالات جراحة وطوارئ

## تاريخ
تأسس المستشفى عام 1935، كانت يسمى سابقا مستشفى الموصل العسكري، يقع المستشفى في محافظة نينوى ضمن مدينة الموصل الجانب الأيمن في منطقة وادي حجر على المدخل الجنوبي الغربي لمدينة الموصل وهو المدخل الرئيسي لمدينة الموصل من جهة العاصمة بغداد. ويغطي المستشفى من الناحية الصحية والطبية مناطق وادي حجر والمنصور والعكيدات ومنطقة السجن وباب الجديد وباب البيض والدواسة والنبي شيت وإحياء الرسالة والصمود والشهداء والمأمون وغيرها من الإحياء في الجهة الغربية والجنوبية من الموصل وتعتبر كل تلك المناطق من أكثر المناطق كثافة سكانية في الموصل ومن المناطق التي تعتبر غالبية سكانها من ذوي الدخل المحدود. وكذلك تغطي المستشفى سكان النواحي والقرى النابعة لها في المدخل الجنوبي الغربي للموصل ومنها الشرقاط والقيارة وحمام العليل والشورة والبوسيف والمستشفى تقدم خدماتها على مدى أربع وعشرين ساعة وبرعاية أطباء اختصاص في تخصصات الباطنية والجراحة العامة والطوارئ والحوادث والأطفال والنسائية والتوليد والعمليات الكبرى والمختبر والأشعة والعناية المركزة القلبية والصيدلية.[بحاجة لمصدر]
وكذلك يقدم المستشفى خدماته أيام الأسبوع عدا الجمعة وفي أوقات الدوام الرسمي في الاستشاريات التي تشغل البناية الرابعة وفي كافة الاختصاصات (الجراحة وفروعها الجراحة العامة والإذن والأنف والحنجرة والعيون وجراحة العظام والكسور) وكذلك إمراض( الأطفال وإمراض النسائية والتوليد) وكذلك( الباطنية وفروعها الباطنية العامة والجلدية والمفاصل والإمراض النفسية وإمراض الجملة العصبية) وكذلك (الأسنان والأشعة والسونار وكذلك الصيدلية وتخطيط القلب وايكو القلب ونوظير الجهاز الهضمي والقصبات والحنجرة والبلعوم والعلاج الطبيعي) والفحوصات المختبرية إضافة إلى النصائح الصحية والإرشادات الطبية المستمرة من خلال وحدة تعزيز الصحة.[بحاجة لمصدر]

## غزو العراق 2003
تعرض المستشفى لقصف من طائرات التحالف أثناء غزو العراق عام 2003، مما تسبب في خروج  مولدات الكهرباء عن الخدمة وتوقف العمليات الطبية، أدى القصف أيضا إلى احراق وتدمير مستشفى العقم بالكامل واحتراق الطابق الرابع من مستشفى البتول للولادة. تضرر أيضا مبنى الطوارئ بعد قصفه من قبل الطائرات الأمريكية وقذائف الهوان التي أطلقها جنود الجيش الوطني في العراق وملشيات الحشد الشعبي. في 6 أبريل نشرت وكالة أعماق مقطعا مصورا للدمار الهائل بالمستشفى ومحيطه وقسم الأطفال المختص برعاية الأطفال الخدج والأطفال حديثي الولادة الذي دمر   بالكامل بعد قصف استهدفه في اليوم السابق. كما دمرت الطائرات الأمريكية مستودع الأدوية وظهر ذلك في تقرير مرئي نشرته وكالة أعماق في 1 أبريل بعنوان «استهداف متكرر للمجمع الطبي في مدينة الموصل من قبل التحالف والقوات العراقية – تقرير مرئي». أصيب في القصف أيضا مصرف الدم وكلية الطب.